# Prix Serge-Garant
Pour les articles homonymes, voir Garant.
Le prix Serge-Garant, de la Fondation Émile-Nelligan, est un prix de composition musicale comportant une bourse de 25,000$, créé en l'honneur du musicien québécois Serge Garant. C'est un prix triennal qui a été décerné pour la première fois en 1991.
La désignation composition musicale s'entend ici de toute forme de création sonore. Le choix du lauréat détermine par le fait même l'extension que le jury reconnaît aux mots "création sonore" et sa décision, à ce point de vue, est réputée conforme au règlement. Cependant, pour que le jury en tienne compte, toute composition musicale doit exister sous forme écrite et imprimée, ou sous forme d'enregistrement, ou encore en manuscrit.
Le prix ne peut être décerné qu'à un compositeur citoyen du Canada né au Québec et résidant ou non au Québec, ou à un compositeur citoyen du Canada ayant sa résidence principale au Québec depuis au moins dix (10) ans, même s'il n'y est pas né.
Le prix est décerné pour l'ensemble de l'œuvre d'un compositeur à un moment quelconque de sa carrière, et non pour une composition en particulier. Le prix peut également être accordé à un groupe compositeur du Québec, si tel groupe existe encore au moment de la décision du jury. Il ne peut être décerné qu'à une seule personne ou à un seul groupe. Par conséquent, il n'y aura pas de désignation ex aequo. 

## Liste des lauréats
- 1991 - Denys Bouliane
- 1994 - Michel Gonneville
- 1997 - Gilles Tremblay
- 2000 - Bruce Mather
- 2003 - François Morel
- 2006 - John Rea (en)
- 2009 - Yves Daoust
- 2012 - André Hamel
- 2015 - Ana Sokolovic
- 2019 - José Evangelista